# Мине
Мине́ (яп. 美祢市 Минэ-си) — город в Японии, находящийся в префектуре Ямагути. Площадь города составляет 472,71 км², население — 26 698 человек (1 августа 2014), плотность населения — 56,48 чел./км².

## Географическое положение
Город расположен на острове Хонсю в префектуре Ямагути региона Тюгоку. С ним граничат города Убе, Санъёонода, Симоносеки, Нагато, Ямагути, Хаги.

## История
В мае 2007 года в городе была открыта первая в Японии частная тюрьма на 1000 заключенных (500 мужчин и 500 женщин).

## Население
Население города составляет 26 698 человек (1 августа 2014), а плотность — 56,48 чел./км². Изменение численности населения с 1980 по 2005 годы:
| 1980 | 36 907 чел. |  |
| 1985 | 35 730 чел. |  |
| 1990 | 33 532 чел. |  |
| 1995 | 32 396 чел. |  |
| 2000 | 31 546 чел. |  |
| 2005 | 29 839 чел. |  |

## Символика
Деревом города считается вечнозелёный дуб, цветком — цветок сакуры.

## Туризм

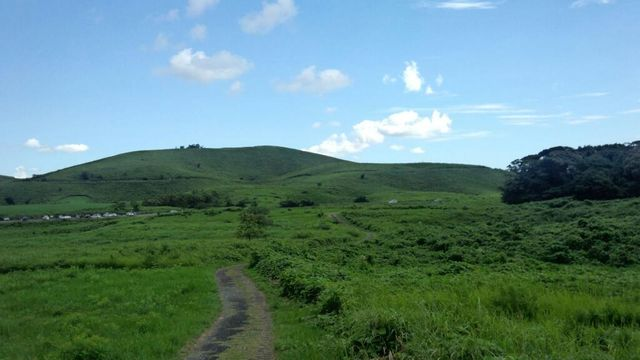
Плато Акиёсидай

- Плато Акиёсидай